# Portien Colombel de Bois-Aulard
Portien Colombel de Bois-Aulard (30 août 1730, Laigle - 12 décembre 1805, Saint-Sulpice-sur-Risle), est un homme politique français, député du tiers état aux États généraux.

## Biographie
Négociant à Laigle, il fut élu par le bailliage d'Alençon, le 25 mars 1789, député du tiers aux États généraux. Il siégea dans la majorité et vota avec elle, sans prendre la parole. 
Son fils appartint à l'armée et devint, en 1830, sous-préfet de Falaise.